# Petite-commune (Hongrie)
La petite-commune (en hongrois : kisközség) désigne un rang communal qui a existé au sein de l'ancien royaume de Hongrie puis en Hongrie jusqu'à 1950. De nos jours, il correspond au rang de commune (község).
Le langage ordinaire dans un sens plus large appelle les petites-communes à d'autres époques un petit village.

## Histoire
L'article XVIII de 1871 créait une distinction juridique entre les petites et les grandes collectivités. Les petites-communes étaient les communes qui ne pouvaient pas remplir seules les obligations qui leur sont imposées par la loi de par leurs petites tailles, elles ont donc exercé leurs fonctions en association avec les notaires d'arrondissement ou, dans des cas exceptionnels, confiées à une grande-commune. Cela ne signifiait pas la dissolution de la municipalité, car celle-ci avait toujours un organe représentatif élu et des fonctionnaires.
À la fin de 1914, il y avait 2 167 grandes-communes et 10 215 petites-communes en Hongrie (à l'exclusion des pays slavo-croates), dont la grande majorité étaient membres des 2 704 notaires de district. Le nombre de petites-communes subordonnés aux grandes-communes était faible, seulement environ 100.
En 1928, il y avait 1 069 grandes-communes, 2 316 petites-communes et 715 notaires de district sur le territoire de la Hongrie. 